# Hannia greenwayi
Hannia greenwayi é uma espécie de peixe da família Terapontidae.
É endémica da Austrália.